# Kundratice (Sviny)
Kundratice (německy Kundratitz) jsou malá vesnice, část obce Sviny v okrese Tábor v Jihočeském kraji. Nachází se asi jeden kilometr jihovýchodně od Svin. Je zde evidováno 21 adres. V roce 2011 zde trvale žilo 27 obyvatel.
Kundratice leží v katastrálním území Kundratice u Svinů o rozloze 1,74 km².

## Historie
První písemná zmínka o vesnici pochází z roku 1511.

## Obyvatelstvo
| Rok            | 1869 | 1880 | 1890 | 1900 | 1910 | 1921 | 1930 | 1950 | 1961 | 1970 | 1980 | 1991 | 2001 | 2011 | 2021 |
| -------------- | ---- | ---- | ---- | ---- | ---- | ---- | ---- | ---- | ---- | ---- | ---- | ---- | ---- | ---- | ---- |
| Počet obyvatel | 101  | 116  | 128  | 135  | 149  | 150  | 148  | 127  | 98   | 102  | 69   | 28   | 24   | 27   | 32   |
| Počet domů     | 18   | 21   | 21   | 21   | 24   | 24   | 28   | 30   | 30   | 27   | 22   | 17   | 19   | 21   | 21   |

## Obecní správa
Při sčítání lidu v letech 1850–1879 Kundratice byly osadou obce Sviny v okrese Třeboň. V letech 1880–1952 byly samostatnou obcí v okrese Třeboň. V letech 1953–1980 byly znovu osadou obce Sviny, se kterým patřily nejprve do okresu Soběslav, ale od roku 1960 v okrese Tábor. Od 1. července 1980 do 23. listopadu 1990 byly částí obce Borkovice v okrese Tábor. Od 24. listopadu 1990 jsou opět částí obce Sviny v okrese Tábor.

## Pamětihodnosti
- Kaple svatého Jana Nepomuckého

## Další fotografie

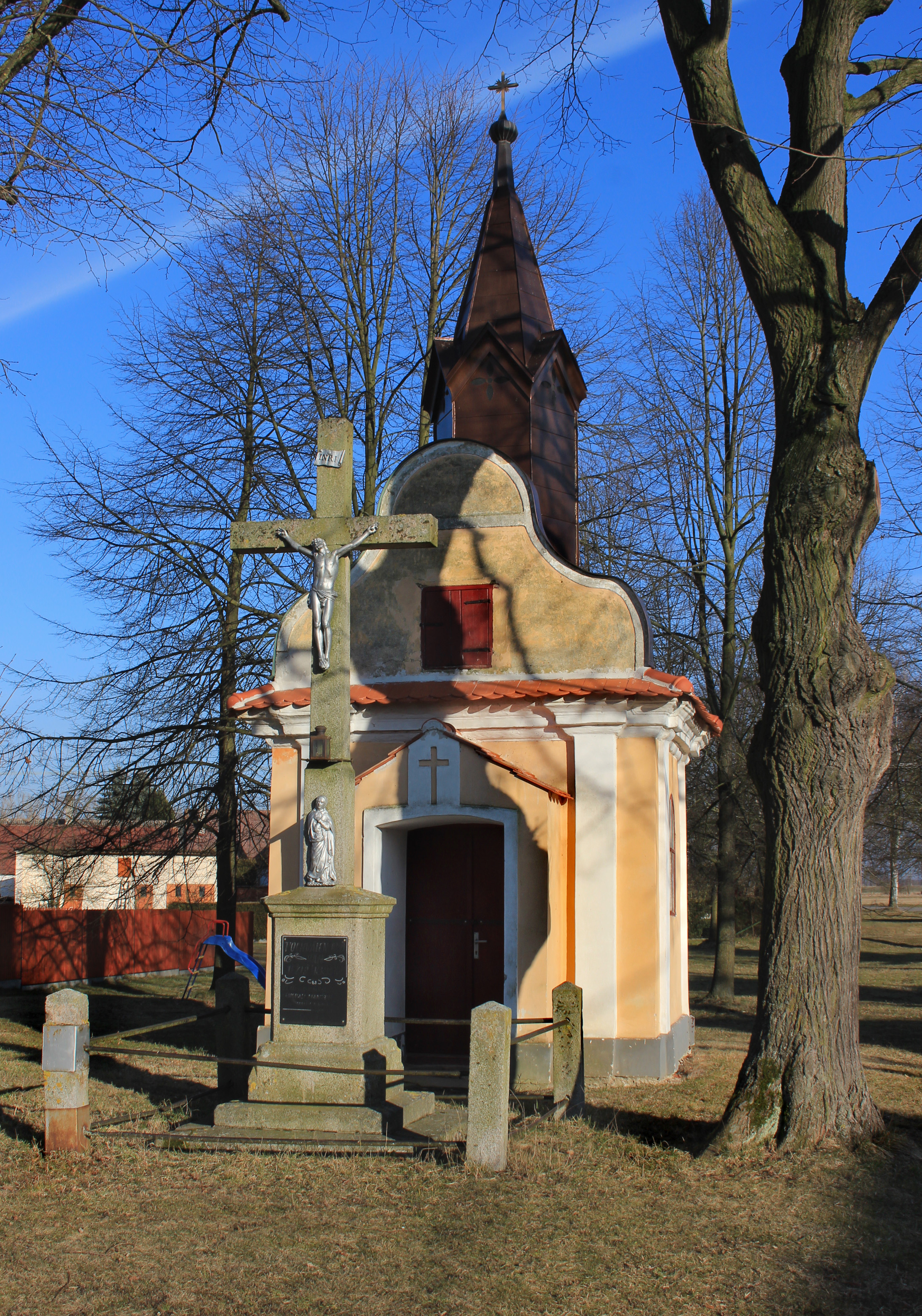
Kaple s křížkem
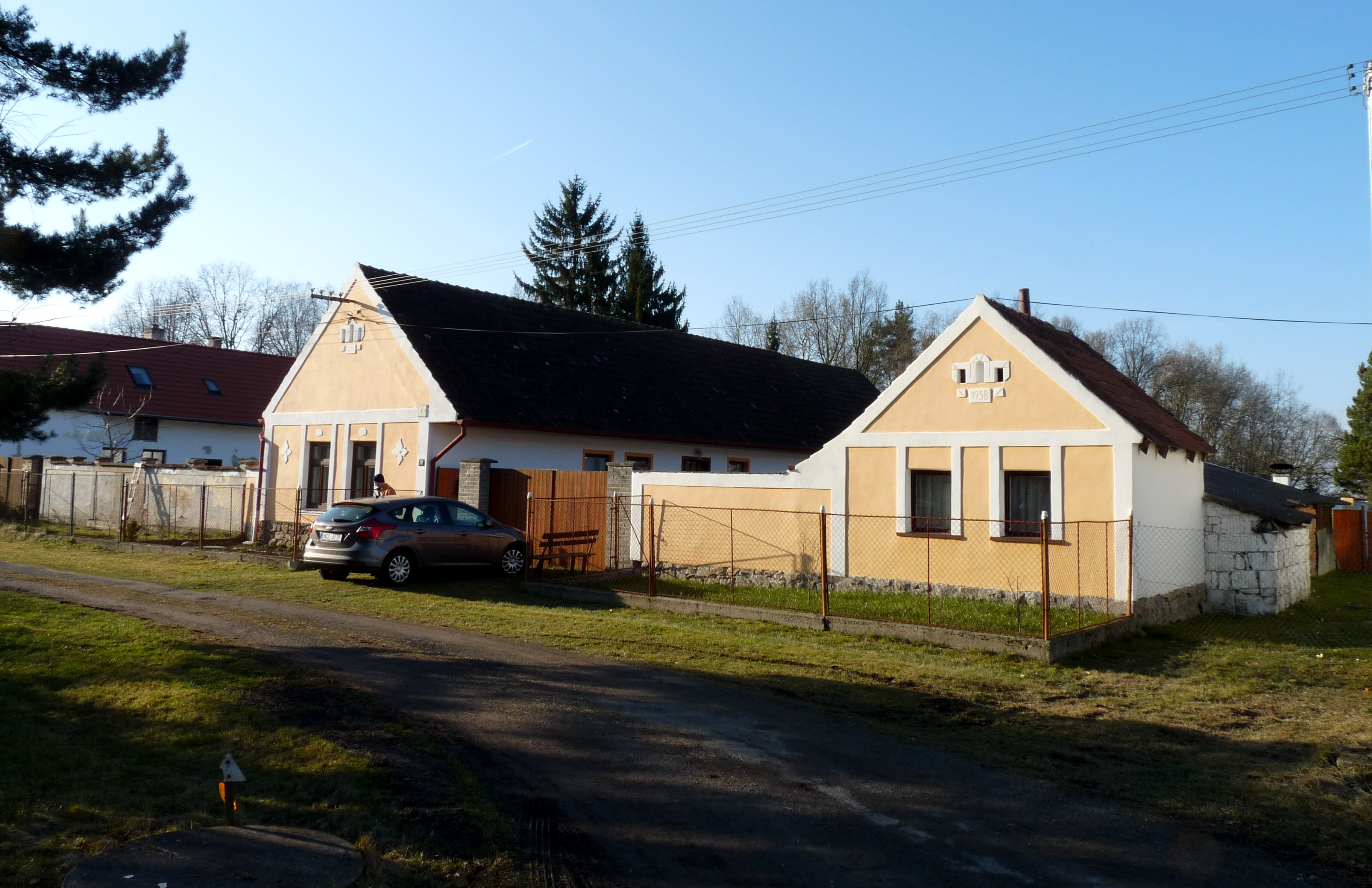
Bývalý statek
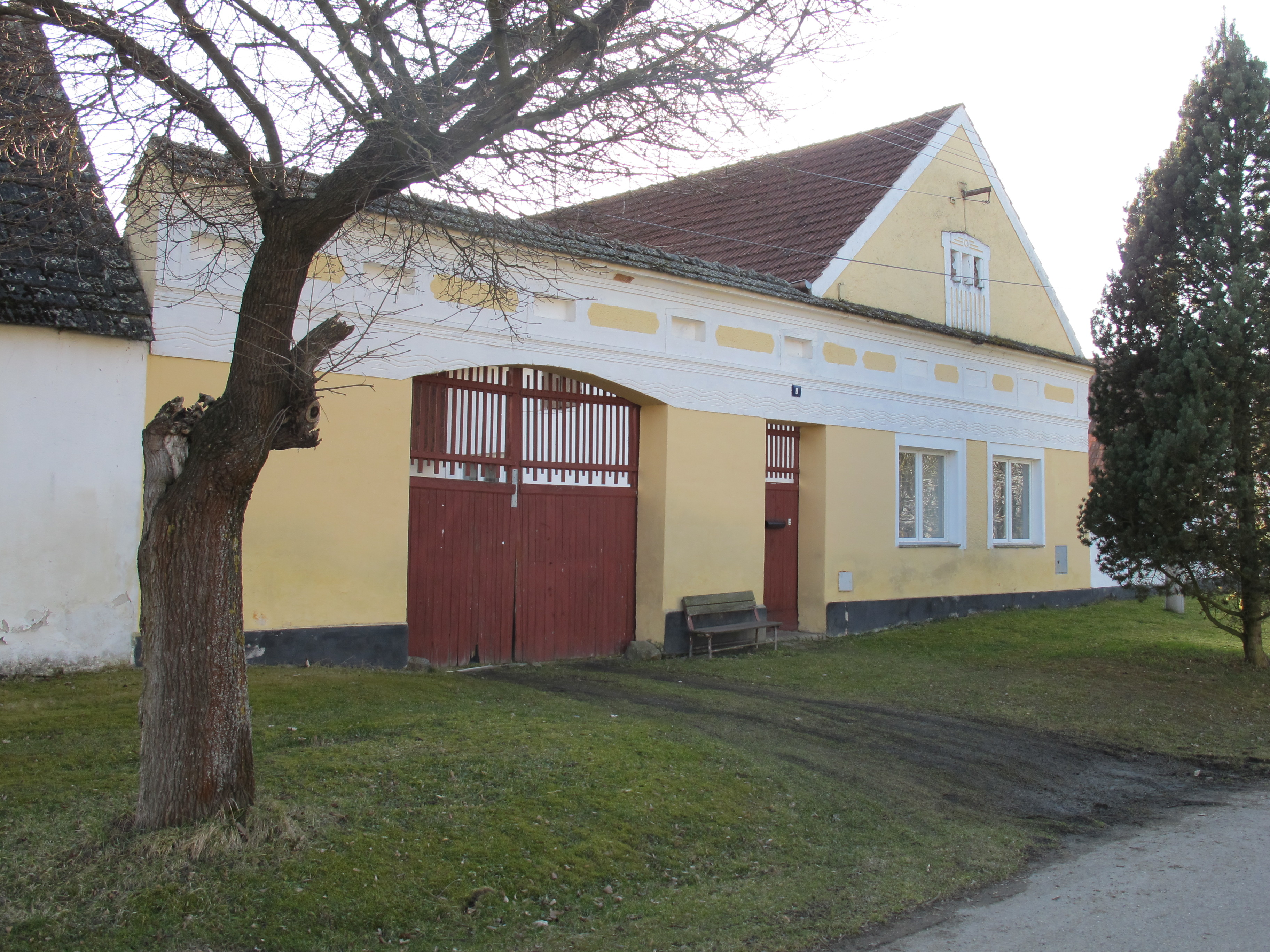
Dům čp. 02